# تراین رین
تراین رین (به انگلیسی: Trine Rein) (زاده ۷ نوامبر ۱۹۷۰) خواننده، ترانه‌سرا آمریکایی است.